# Régal (magazine)
 (décembre 2023).
Il peut être nécessaire de l'améliorer pour respecter le principe de neutralité de point de vue. 

Régal est un magazine bimestriel culinaire, lancé en 2004 par le groupe Uni-médias pour les passionnés de cuisine.

## Historique
Élu "meilleur magazine de passions" en 2007, Régal a décroché 4 étoiles OJD en 6 ans.
En mars 2016, le magazine a réalisé , avec le concours de la marque Kenwood, une étude sur le goût des Français, conduite par l'institut de sondage IPSOS.

## Parution
Régal est un bimestriel. Ce titre de la presse culinaire en France a vendu 165 218 exemplaires en 2016 (chiffres OJD). La marque publie également des hors-série saisonniers et des mini-livres thématiques. Son site web propose des recettes, des articles détaillés sur les produits et des conseils pour les cuisiner.

## Ligne éditoriale
En 2013, Eve-Marie Zizza-Lalu a pris la tête de la rédaction de Régal, succédant à Julien Fouin, Martine Soliman et Valérie Bouvart. Une nouvelle formule est lancée la même année.
La majorité des recettes sont produites pour le magazine en studio ou dans une cuisine dédiée au magazine. Elles sont mises au point et testées par des auteurs culinaires tels que Julie Schwob, Manuella Chantepie, Catherine Madani, Audrey Cosson...
Une grande attention est portée aux accords mets et vins, avec des dégustations régulières organisées par Hélène Piot, Suzanne Méthé, Sébastien Durand-Viel et David Cobbold.

## Audience
Régal fait partie du pôle art de vivre du groupe Uni-médias qui comprend également les titres Détours en France, Maison Créative, Détente Jardin et Bottin Gourmand. L'audience cumulée de l'ensemble des titres pôle atteint 6 150 000 lecteurs.